# 蘭開斯特 (阿肯色州)
蘭開斯特（英語：Lancaster）是位於美國阿肯色州克勞福德縣的一個鬼鎮。

## 地理
蘭開斯特所處的海拔為高於海平面189米（即620英呎），而該地所採用的時區為UTC-6，即北美中部時區（CST）。同時該地設有夏令時間，為UTC-6調快一小時，即UTC-5（CDT）。